# Miggs de Bruijn
Migue Bolambe (DR Congo, 19 maart 1990), beter bekend als Miggs de Bruijn, afgekort MDB, is een Congolees-Nederlands rapper. In 2013 bereikte hij de halve finale van The Next MC van 101Barz en in 2014 riep State Magazine hem uit tot Belofte van 2014. Zijn wintersessie bij 101Barz in 2016 werd anderhalf miljoen keer bekeken.

## Biografie
Hij is geboren in de Democratische Republiek Congo. Zijn vader overleed daar tijdens de burgeroorlog. Toen hij acht jaar oud was, vluchtte zijn moeder met hem en zijn broertje naar Nederland. Hier woonde hij vervolgens drie jaar in Spaubeek en een jaar in Geleen. Toen ze een definitieve verblijfstatus toegekend kregen, verhuisden ze naar Best.
Tijdens zijn laatste schooljaar begon hij joints te roken en werd hij steeds rebelser. Door zijn gedrag werd hij voor het eind van het schooljaar zowel van school als van de voetbalvereniging gestuurd. Hij raakte verder van het rechte pad af en kwam meermaals in de gevangenis terecht; in 2010 de laatste keer gedurende tien maanden. Net voor die keer had hij kennis gemaakt met mensen van Dynamo Eindhoven. Het gevangenschap was erg onplezierig en zette hem aan tot nadenken over waar hij mee bezig was en wat hij in zijn leven wilde bereiken. Gedurende die maanden wist hij een verandering in zijn denken te maken en besloot hij zich voortaan op muziek te richten.
Muzikaal werd hij als kind geïnspireerd door Michael Jackson en zijn interesse voor de hiphop werd gewekt door 50 Cent, zoals met zijn nummer Just a lil bit (2005), en de Tuindorp Hustler Click (THC). Na zijn vrijlating werd hij bij zijn toekomstplannen ondersteund door Dynamo en 040Records. In 2012 bracht hij zijn eerste videoclips uit van de gezamenlijke Cocktailtape vol. 1. Hij nam deel aan de Grote Prijs van Nederland en aan The Next MC van 101Barz (2013). Bij de laatste bereikte hij de halve finale. Door State Magazine werd hij uitgeroepen tot de Belofte van 2014. Sindsdien treedt hij op in het hele land, waaronder op het Appelsap Festival in Amsterdam. Verder stond hij in het voorprogramma van de Amerikaanse rapper Hopsin.
In 2013 was hij samen met meerdere bekende Nederlandse rappers als Lange Frans en Lil' Kleine te horen op het album Beng beng van DJ MBA. In 2014 verscheen zijn debuut-ep Monster, met de samenwerking van Fresku in het nummer Leef mijn droom. In 2015 verscheen zijn mixtape Miggstape. Zijn wintersessie bij 101Barz in 2016 werd 1,5 miljoen keer bekeken.

## Albums
- 2014: Monster, ep
- 2015: Miggstape, mixtape
- 2024: Pieken & Dalen